# 37699 Santini-Aichl
37699 Santini-Aichl è un asteroide della fascia principale. Scoperto nel 1996, presenta un'orbita caratterizzata da un semiasse maggiore pari a 3,1801268 UA e da un'eccentricità di 0,1721060, inclinata di 12,45145° rispetto all'eclittica.